# I Classici della Melevisione
I Classici della Melevisione è il titolo di una raccolta di 98 episodi della serie televisiva per bambini Melevisione, selezionati da tutte le quattordici stagioni del programma. Questa raccolta fu ideata per la sua trasmissione sulla rete Rai Yoyo, avvenuta nel corso del 2012 dal 3 giugno all'8 settembre. La trasmissione dei 98 episodi avvenne ogni giorno alle ore 20:30, ripercorrendo così la storia della popolare trasmissione. Nelle prime stagioni della serie, ogni puntata conteneva degli inserti con cartoni animati non legati alla storia dell'episodio. Queste puntate sono andate in onda prive di questi inserti.

## Elenco degli episodi
Di seguito, sono elencati gli episodi, suddivisi per stagione, contenuti nella raccolta I Classici della Melevisione.
| N. | Stagione | Titolo                              | Prima TV          | Prima TV episodio originale |
| -- | -------- | ----------------------------------- | ----------------- | --------------------------- |
| 1  | 1        | Con la carta si può!                | 3 giugno 2012     | 18 gennaio 1999             |
| 2  | 1        | Tipiditappi                         | 4 giugno 2012     | 22 gennaio 1999             |
| 3  | 1        | C'era una volta un re               | 5 giugno 2012     | 9 febbraio 1999             |
| 4  | 1        | Drago focus                         | 6 giugno 2012     | 4 marzo 1999                |
| 5  | 2        | Vita da lupo                        | 7 giugno 2012     | 19 ottobre 1999             |
| 6  | 2        | Il ballo del melastico              | 8 giugno 2012     | 1º novembre 1999            |
| 7  | 2        | La luna nel pozzo                   | 9 giugno 2012     | 2 novembre 1999             |
| 8  | 2        | Orcorchestra                        | 10 giugno 2012    | 30 novembre 1999            |
| 9  | 3        | Vaso dolce vaso                     | 11 giugno 2012    | 9 novembre 2000             |
| 10 | 3        | La bambola nuova                    | 12 giugno 2012    | 22 febbraio 2001            |
| 11 | 3        | L'arte del riso                     | 13 giugno 2012    | 11 aprile 2001              |
| 12 | 4        | La terribile Baba Yaga              | 14 giugno 2012    | 6 novembre 2001             |
| 13 | 4        | La sfida                            | 15 giugno 2012    | 15 novembre 2001            |
| 14 | 4        | La missione di Fata Gaia            | 16 giugno 2012    | 19 novembre 2001            |
| 15 | 4        | Acqua di fata                       | 17 giugno 2012    | 21 novembre 2001            |
| 16 | 4        | L'eroe cacciamostri                 | 18 giugno 2012    | 4 dicembre 2001             |
| 17 | 4        | La missione di Tonio                | 19 giugno 2012    | 24 gennaio 2002             |
| 18 | 4        | Chi ha paura della pignaccola?      | 20 giugno 2012    | 19 febbraio 2002            |
| 19 | 4        | Aiutante cercasi                    | 21 giugno 2012    | 11 marzo 2002               |
| 20 | 4        | Ritorno al chiosco                  | 22 giugno 2012    | 18 marzo 2002               |
| 21 | 5        | Il condimento migliore              | 23 giugno 2012    | 15 gennaio 2003             |
| 22 | 6        | Melevisione, cresci!                | 24 giugno 2012    | 6 ottobre 2003              |
| 23 | 6        | Gipo Smemorandus                    | 25 giugno 2012    | 5 novembre 2003             |
| 24 | 6        | La storia di Strega Salamandra      | 26 giugno 2012    | 12 novembre 2003            |
| 25 | 6        | Il risveglio di Ronfo               | 27 giugno 2012    | 17 dicembre 2003            |
| 26 | 6        | Gli esami di Ronfo                  | 28 giugno 2012    | 6 gennaio 2004              |
| 27 | 6        | In cerca di fortuna                 | 29 giugno 2012    | 8 gennaio 2004              |
| 28 | 6        | Il Re stregato                      | 30 giugno 2012    | 19 gennaio 2004             |
| 29 | 6        | Tutta colpa dell'orco               | 1º luglio 2012    | 21 gennaio 2004             |
| 30 | 6        | Tutto in una notte                  | 2 luglio 2012     | 22 gennaio 2004             |
| 31 | 6        | La magica fiamma                    | 3 luglio 2012     | 3 febbraio 2004             |
| 32 | 6        | Un folletto partirà                 | 4 luglio 2012     | 4 febbraio 2004             |
| 33 | 6        | L'impresa di Tonio                  | 5 luglio 2012     | 5 febbraio 2004             |
| 34 | 6        | La bibita misteriosa                | 6 luglio 2012     | 9 febbraio 2004             |
| 35 | 6        | Vermio Malgozzo                     | 7 luglio 2012     | 11 marzo 2004               |
| 36 | 6        | I dolori di Nina                    | 8 luglio 2012     | 31 marzo 2004               |
| 37 | 6        | Le parole ritrovate                 | 9 luglio 2012     | 4 maggio 2004               |
| 38 | 7        | I tre desideri                      | 10 luglio 2012    | 30 novembre 2004            |
| 39 | 7        | La visita di Orchidea               | 11 luglio 2012    | 15 dicembre 2004            |
| 40 | 7        | L'ultima farfalla                   | 12 luglio 2012    | 22 dicembre 2004            |
| 41 | 7        | Una fata da fiaba                   | 13 luglio 2012    | 15 febbraio 2005            |
| 42 | 7        | La storia del terribile Sciupafiabe | 14 luglio 2012    | 23 febbraio 2005            |
| 43 | 7        | Che vincano i migliori!             | 15 luglio 2012    | 31 marzo 2005               |
| 44 | 7        | L'eroe mascherato                   | 16 luglio 2012    | 14 aprile 2005              |
| 45 | 8        | Un regalo da folletto               | 17 luglio 2012    | 25 ottobre 2005             |
| 46 | 8        | Ronfo dei boschi                    | 18 luglio 2012    | 3 novembre 2005             |
| 47 | 8        | L'amore fra gli orchi               | 19 luglio 2012    | 14 dicembre 2005            |
| 48 | 8        | La salita della pace                | 20 luglio 2012    | 20 dicembre 2005            |
| 49 | 8        | La vernice invecchiante             | 21 luglio 2012    | 1º febbraio 2006            |
| 50 | 8        | Le magiche bacchette                | 22 luglio 2012    | 27 febbraio 2006            |
| 51 | 8        | Gli Alberi Narratori                | 23 luglio 2012    | 7 marzo 2006                |
| 52 | 8        | Chiedi la Luna                      | 24 luglio 2012    | 11 aprile 2006              |
| 53 | 8        | Un regalo per l'Orco                | 25 luglio 2012    | 19 aprile 2006              |
| 54 | 8        | Sangue di Re                        | 26 luglio 2012    | 20 aprile 2006              |
| 55 | 8        | Scegli Giglio!                      | 27 luglio 2012    | 27 aprile 2007              |
| 56 | 8        | Le Radici del Regno                 | 28 luglio 2012    | 13 giugno 2006              |
| 57 | 9        | L'ira di Orchidea                   | 29 luglio 2012    | 28 dicembre 2006            |
| 58 | 9        | Tracce di orco                      | 30 luglio 2012    | 4 gennaio 2007              |
| 59 | 9        | Un regalo scintillante              | 31 luglio 2012    | 10 gennaio 2007             |
| 60 | 9        | Scintilla d'amore                   | 1º agosto 2012    | 25 gennaio 2007             |
| 61 | 9        | L'apprendista streghino             | 2 agosto 2012     | 6 febbraio 2007             |
| 62 | 9        | La pozione scordarella              | 3 agosto 2012     | 5 marzo 2007                |
| 63 | 9        | L'amore ti fa bella                 | 4 agosto 2012     | 20 marzo 2007               |
| 64 | 9        | Cuore di gnomo                      | 5 agosto 2012     | 27 marzo 2007               |
| 65 | 9        | Shirin, la dispettosa               | 6 agosto 2012     | 23 aprile 2007              |
| 66 | 9        | Il segreto di Fata Lina             | 7 agosto 2012     | 20 novembre 2007            |
| 67 | 9        | La zucca delle fiabe                | 8 agosto 2012     | 29 novembre 2007            |
| 68 | 10       | Il pesciolino d'oro                 | 9 agosto 2012     | 14 gennaio 2008             |
| 69 | 10       | Drollo, seme di mela                | 10 agosto 2012    | 7 febbraio 2008             |
| 70 | 10       | La sfida delle ciambelle            | 11 agosto 2012    | 13 febbraio 2008            |
| 71 | 10       | Il ruggito del Drago                | 12 agosto 2012    | 24 marzo 2008               |
| 72 | 10       | Il passaggio segreto                | 13 agosto 2012    | 24 aprile 2008              |
| 73 | 11       | Reginetta Odessa                    | 14 agosto 2012    | 9 febbraio 2009             |
| 74 | 11       | La scopa della strega               | 15 agosto 2012    | 10 febbraio 2009            |
| 75 | 11       | Apprendista cercasi                 | 16 agosto 2012    | 26 marzo 2009               |
| 76 | 11       | La Betulla più bella                | 17 agosto 2012    | 31 marzo 2009               |
| 77 | 11       | Orchi per caso                      | 18 agosto 2012    | 5 ottobre 2009              |
| 78 | 11       | Una interpretazione stregale        | 19 agosto 2012    | 15 ottobre 2009             |
| 79 | 11       | Milo prigioniero                    | 20 agosto 2012    | 22 ottobre 2009             |
| 80 | 12       | Un lupo buongustaio                 | 21 agosto 2012    | 30 dicembre 2009            |
| 81 | 12       | Lo Straniero                        | 22 agosto 2012    | 3 febbraio 2010             |
| 82 | 12       | La Stella d'Oltremare               | 23 agosto 2012    | 25 febbraio 2010            |
| 83 | 12       | La Sfera di Mago Mandrago           | 24 agosto 2012    | 4 marzo 2010                |
| 84 | 12       | Il drago soffiafolletti             | 25 agosto 2012    | 18 marzo 2010               |
| 85 | 12       | Un lupo a rotelle                   | 26 agosto 2012    | 29 marzo 2010               |
| 86 | 12       | La Fata Scoccinella                 | 27 agosto 2012    | 8 aprile 2010               |
| 87 | 12       | Il segreto del chiosco              | 28 agosto 2012    | 12 aprile 2010              |
| 88 | 12       | Accipigna, un altro orco!           | 29 agosto 2012    | 19 aprile 2010              |
| 89 | 12       | La Perla dei Sette Mari             | 30 agosto 2012    | 22 aprile 2010              |
| 90 | 12       | Il Cappello dei Figli Amati         | 31 agosto 2012    | 2 giugno 2010               |
| 91 | 12       | La Sposa di Grifo                   | 1º settembre 2012 | 17 giugno 2010              |
| 92 | 12       | La Stellina di Fantavisione         | 2 settembre 2012  | 1º luglio 2010              |
| 93 | 12       | Il Vero Re                          | 3 settembre 2012  | 30 agosto 2010              |
| 94 | 13       | La Strega Turchina                  | 4 settembre 2012  | 13 luglio 2011              |
| 95 | 14       | La Rosa Stregata                    | 5 settembre 2012  | 22 dicembre 2011            |
| 96 | 14       | Il Grande Giorno                    | 6 settembre 2012  | 26 dicembre 2011            |
| 97 | 14       | Lo Gnomo Postino                    | 7 settembre 2012  | 2 febbraio 2012             |
| 98 | 14       | Una Gatta per la Regina             | 8 settembre 2012  | 13 febbraio 2012            |